# Деккерт, Курт
Курт Деккерт (нем. Kurt Deckert, 24 марта 1907, Берлин, Германия — 01 августа 1987, Восточный Берлин, ГДР) — немецкий учёный-ихтиолог и этолог.
Курт Деккерт родился 24 марта 1907 года в районе Фриденау в Берлине. Он был единственным ребёнком менеджера по рекламе Пола Деккерта и его жены Берты. В 1928 году он окончил среднюю школу, после чего изучал зоологию и ботанику в Берлинском университете имени Гумбольдта. Одним из его наставников был Конрад Гертер (1891—1980), немецкий зоолог, работавший в области физиологии животных, которого Деккерт регулярно сопровождал в экскурсиях по Берлину. Во время учёбы Деккерт работал в берлинском Музее естествознания. 7 февраля 1937 года он получил степень доктора естественных наук, защитив диссертацию на тему «Beiträge zur Osteologie und Systematik ranider Froschlurche» («Вклад в остеологию и систематику трансгенных лягушек»), в которой описал новый вид лягушек из юго-западной Африки, который назвал Arthroleptella ahli. Затем он в течение двух лет работал над исследовательским проектом по трипсам (Thysanoptera). В 1939 году он стал научным сотрудником, а затем ассистентом герпетологического отделения. С июля 1940 года по октябрь 1946 года, с перерывами на службу в армии и пребывание в плену, Деккерт работал научным сотрудником в Зоологическом музее. Будучи солдатом, а позднее в Берлине и его окрестностях он исследовал тропические болезни. Во время своей службы в Северной Африке он воспользовался возможностью изучить тамошнюю фауну и флору. В это время он не только собирал экспонаты для Зоологического музея, но и отправлял в Берлин живых рептилий, которые были представлены на специальной выставке в Берлинском аквариуме на бульваре Унтер-ден-Линден.
После возвращения Деккерта из плена профессор Вернер Ульрих (1900—1977), в то время директор Зоологического музея, назначил его куратором ихтиологического отдела, которым до 1945 года руководил немецкий зоолог Пауль Паппенгейм (1878—1945). Деккерт занимал эту должность до 1973 года. Во время пребывания Деккерта на этой должности была проведена репатриация и реорганизация переданной на аутсорсинг коллекции рыб. Он также предпринял несколько экспедиций по сбору информации в Карибском море, северо-восточной части Атлантического океана и Черном море. Основное внимание Деккерт уделял функциональной анатомии. Совместно с немецкий зоологом и систематиком Клаусом Гюнтером (1907—1975) он проводил функционально-анатомические исследования глубоководных рыб, собранных в экспедициях научно-исследовательских судов «Вальдивия» и «Дана». Деккерт и Гюнтер в первую очередь исследовали челюстной аппарат, челюстной стебель и мозговую коробку настоящих костистых рыб, а также изучали ротовые воронки, ротовые ловушки и другие специальные приспособления для ловли добычи. В 1950 году они опубликовали книгу «Wunderwelt der Tiefsee» («Удивительный мир морских глубин»), которая была переведена на несколько языков. В последующие годы Деккерт проводил исследования совместно с ихтиологом Кристиной Каррер на территории Фойгтштедта в Тюрингии, результаты которых были опубликованы в 1965 году в статье «Die Fischreste des Frühpleistozäns von Voigtstedt in Thüringen» («Остатки рыб раннего плейстоцена Фойгтштедта в Тюрингии»). В 1961 году Деккерт написал разделы о бесчерепных (Acrania), хрящевых рыбах (Chondrichthyes) и костных рыбах (Osteichthyes) в книге Эрвина Штреземана «Exkursionsfauna von Deutschland» («Экскурсионная фауна Германии»). В 1967 году он принял участие в работе над томом «Рыбы, амфибии, рептилии» из серии «Das Urania Tierreich» («Царство животных Урании»).
В 1956 году Курт Деккерт женился на зоологе Гизеле Хааген (1930—2024), с которой он часто сотрудничал. В 1974 году они опубликовали книгу «Wie verhalten sich Tiere», которая была переведена на русский язык и вышла в СССР в 1985 году в издательстве «Лесная промышленность» под названием «Как ведут себя животные?». В этом иллюстрированном издании содержалось описание поведения животных самых различных уровней — от простейших до обезьян. В книге прослеживается влияние поведенческих реакций на выживание и закрепление вида, его способность приспосабливаться к окружающей среде.
В 1938 году Курт Деккерт описал новый вид лягушек, обитающий в юго-западной Африке, который он назвал Arthroleptella ahli. Сейчас этот вид носит название Tomopterna ahli, его относят к роду Tomopterna семейства Pyxicephalidae.
В 1967 году бельгийский ихтиолог Дирк Франс Элизабет Тис ван ден Ауденарде назвал в честь Курта Деккерта новый вид рыб из семейства цихлид Tilapia deckerti (сейчас носит название Coptodon deckerti, находящийся на грани полного исчезновения вид, эндемик озера Эжагам на западе Камеруна в Центральной Африке).